# Moulin Blanc (Saint-Amand-les-Eaux)
De Moulin Blanc is een windmolen gelegen in de gemeente Saint-Amand-les-Eaux in het Franse Noorderdepartement.
Het is een ronde stenen molen die dienst heeft gedaan als korenmolen en oliemolen.

## Geschiedenis
Hoewel de gemeente Saint-Amand-les-Eaux 22 windmolens heeft gekend, is de Moulin Blanc de enig overgeblevene.
Deze grote molen, op een opvallende ronde onderbouw, werd opgericht in 1802. Ze bezat drie paar molenstenen die in 1925 door rollen werden vervangen. Begin 20e eeuw was er al een stoommachine die als krachtbron fungeerde als er te weinig wind was. Deze werd in 1918 door de Duitse bezetter geconfisqueerd. In 1920 werden de wieken verwijderd en werd een gasmotor als krachtbron geïnstalleerd. In 1952 werd het bedrijf beëindigd en in 1982 werd de molen aangekocht door de gemeente. Het maalwerk was toen echter al verwijderd.
Restauratie vond plaats vanaf 1986. In 1988 werd de kap geplaatst. De granieten molenstenen voor het persen van olie werden geplaatst, terwijl in 1995 ook de wieken werden aangebracht. Het mechanisme dat de kracht van de wieken op de molenstenen overbrengt, ontbreekt echter.